# Azocine
Azocine is een heterocyclische organische verbinding met als brutoformule C7H7N.

## Structuur en eigenschappen
De structuur bestaat uit een volledig onverzadigde achtring (cyclooctatetraeen), waarbij 1 koolstofatoom is vervangen door een stikstofatoom. Het is daarmee de onverzadigde variant van azocaan.
Partieel of volledig verzadigde azocines vormen de belangrijkste groep uit de klasse der morfinomimetica (ook wel opioïden genoemd). Derivaten van azocine zijn onder meer cyclazocine, pentazocine en fenazocine.
Azocine lijkt op het eerste gezicht een aromatische verbinding, maar dat is het niet. Het aantal gedelokaliseerde elektronen bedraagt 8 en voldoet dus niet aan de regel van Hückel. Bovendien is de verbinding niet vlak, waardoor de dubbele bindingen nooit in conjugatie kunnen komen met elkaar.